# جاي باتريك لويس
جاي باتريك لويس (بالإنجليزية: J. Patrick Lewis)‏ هو كاتب وكاتب للأطفال أمريكي، ولد في 5 مايو 1942.

## وصلات خارجية
- الموقع الرسمي